# Рутени (кельти)

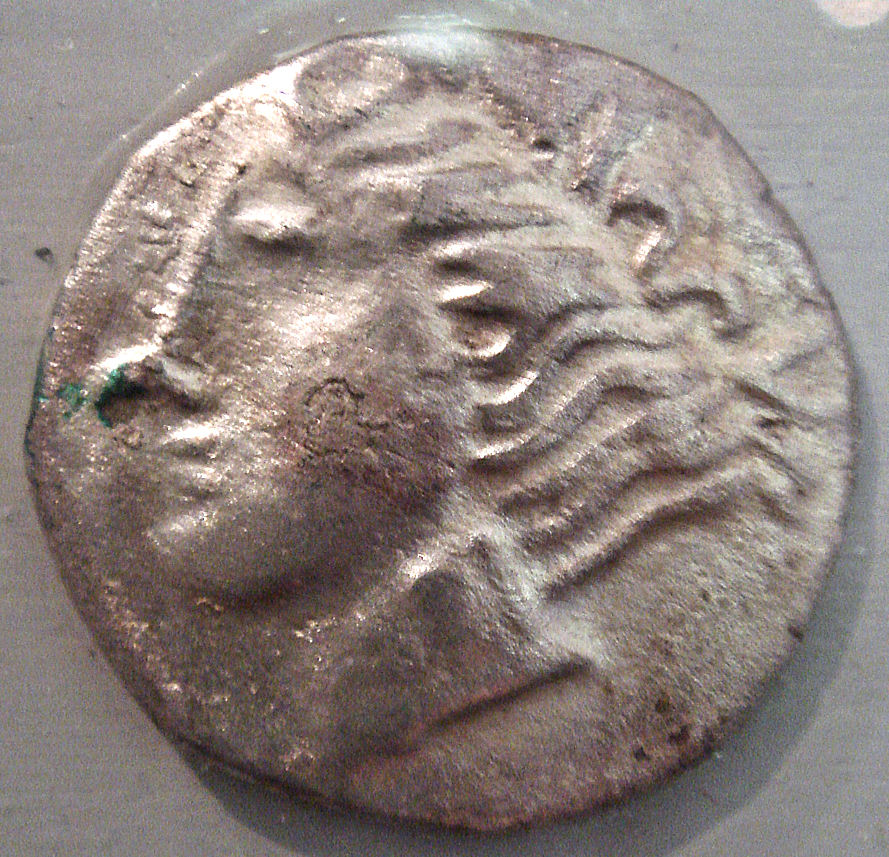
Рутенська монета

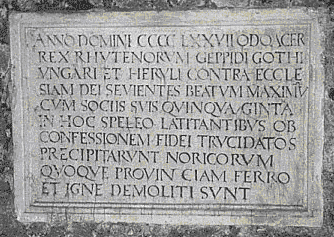
Плита зі згадкою «короля рутенів» Одоакра (Ювавум-Зальцбург)

Руте́ни (лат. Ruteni, Rutheni) — у І столітті до н. е. кельтське плем'я в Галлії. Мешкали в районі сучасного Аверона, Південна Франція. Виробляли свинець. Згадуються в роботах Юлія Цезаря (середина 1 ст. до н. е.), Плінія Старшого (1 ст. н. е.), Страбона (початок 1 ст. н. е.), Птолемея (2 ст. н. е.).
З кінця XI ст., за ініціативи канцелярії Святого Престолу, назва рутенів поширилася на русинів (лат. Ruthenus), мешканців Русі (лат. Russia). Назва зниклого племені й русинів перегукувалися фонетично. Це ідеально відповідало орієнтації середньовічної географії на античну традицію, з якої обиралися схожі за звучанням назви країн та народів й прикладалося до нових реалій.